# Ximena Ossandón
María Ximena Ossandón Irarrázabal (Viña del Mar, 13 de diciembre de 1963) es una profesora de inglés y política chilena, militante del partido Renovación Nacional (RN). Fue concejala por la comuna de Las Condes entre 2008 y 2012. Actualmente se desempeña como diputada por el distrito N.° 12 de la Región Metropolitana.

## Biografía
Hija de Roberto Ossandón Valdés y Ximena Irarrázabal Correa. Es hermana del exalcalde de Pirque, Puente Alto y actual senador Manuel José Ossandón y madre de la concejala por Puente Alto, Bernardita Paul Ossandón.
Creció en una casa de campo en Pirque, junto a sus hermanos Roberto, Rafael, Ignacio, Manuel y Olga, luego la familia se trasladó a un departamento en Santiago. Ximena estudió en el Colegio Los Andes, más tarde entró a estudiar Pedagogía en Inglés a la Pontificia Universidad Católica de Chile. Finalmente, entre los años 2007 y 2009, realizó un Executive MBA, en el ESE Business School, Universidad de los Andes.
Estuvo a cargo de la vicepresidencia de la Junta Nacional de Jardines Infantiles (JUNJI) entre marzo y diciembre de 2010, durante el primer gobierno de Sebastián Piñera Echenique.

## Carrera política
Fue candidata a concejala por la comuna de Las Condes en las elecciones municipales de 2008, para el período 2008-2012, obteniendo 5225 sufragios, equivalentes al 4.36% de los votos, resultando electa.
En las elecciones parlamentarias de 2013, decide postular a la Cámara de Diputados por el Distrito N.° 26, La Florida, Región Metropolitana de Santiago, en representación del partido Renovación Nacional (RN), obteniendo 16 963 votos, que corresponde al 11,11% del total de sufragios válidamente emitidos, no resultando electa. Sin embargo, obtuvo la tercera votación individual en el Distrito.
Cuatro más tarde volvió a ser candidata en las elecciones parlamentarias de 2017, por el nuevo Distrito N.° 12, que comprende las comunas de La Florida, La Pintana, Pirque, Puente Alto y San José de Maipo para el periodo 2018 a 2022. Obtiene 52 484 votos, equivalente a un 13,54% del total de sufragios válidamente emitidos.
Forma parte de las Comisiones permanentes de Salud; y de Mujeres y Equidad de Género.
El 14 de marzo de 2018, pasa a integrar las Comisiones Permanentes de Obras Públicas, Transportes y Telecomunicaciones; y de la Vivienda, Desarrollo Urbano y Bienes Nacionales. Además, el 17 de mayo del mismo año, forma parte de la Comisión Especial Investigadora de los Actos del Gobierno respecto al eventual fraude en la ANFP y los efectos que tuvo su reestructuración posterior en su relación con las organizaciones deportivas profesionales, entre el año 2015 y el día 4 de abril de 2018 (CEI 2).
A partir del 3 de julio de 2018, integra la Comisión Especial Investigadora de los programas gubernamentales calificados como de desempeño insuficiente, según la lista adjunta a la solicitud, y las razones administrativas y presupuestarias que explicarían su resultado (CEI 8). Asimismo, con fecha 8 de agosto de 2018, formar parte de la Comisión Especial Investigadora de las eventuales irregularidades en las inversiones y actuaciones comerciales realizadas por la Empresa Nacional del Petróleo (ENAP) entre 2014 y 2018, y de su efecto en el estado financiero actual de dicha empresa (CEI 11).
Desde el 4 de septiembre de 2018, integra la Comisión Especial Investigadora de las "Actuaciones de los órganos de la administración del Estado en relación con el contenido de los contratos de los altos directivos de Televisión Nacional de Chile (TVN), al Estado y situación financiera de dicho canal y al eventual incumplimiento de normas legales (CEI 13).
Forma parte del Comité Parlamentario de RN.